# Анджей Белжецький

варіант гербу Ястребець

Анджей Белжецький, або Белзецький (пол. Andrzej Bełzecki (Bełzecki)) — польський шляхтич, військовик. Представник роду Белжецьких, посідав маєтності в Галицькій землі Руського воєводства.

## Життєпис
Середній син Миколая Белжецького та його дружини Барбари з Маґерів.
У молодих літах мав подорожі за кордоном Польщі. Після повернення додому як ротмістр брав участь у збройних сутичках проти татар, волохів, московитів; дуже відзначився в боях під Полоцьком та Соколом. 1578 року був власником Белзця (Белжця). Через кілька років згадується в документах Галицької землі, де розвинув господарську діяльність у своїх маєтностях. Був власником (частково або повністю) Делятина, Микуличина, Ославів, Боришівців, Попівців та інших поселень. 1607 року підписав маніфест зі шляхтою, зібраною у Львові. 1595 року фундував римо-католицьку парафію в Магерові.

### Сім'я
Перша дружина — Зофія, донька люблінського каштеляна Станіслава Слупецкого, мали 2 дитини:
- Катажина — дружина тишовецького старости Александра Мишковського[1]
- Ян (?—1642) — галицький каштелян.

Друга дружина — Ядвіґа Язловецька, внучка Єжи Язловецького, дружина київського воєводи Януша Тишкевича